# المكتب الدولي للسلام

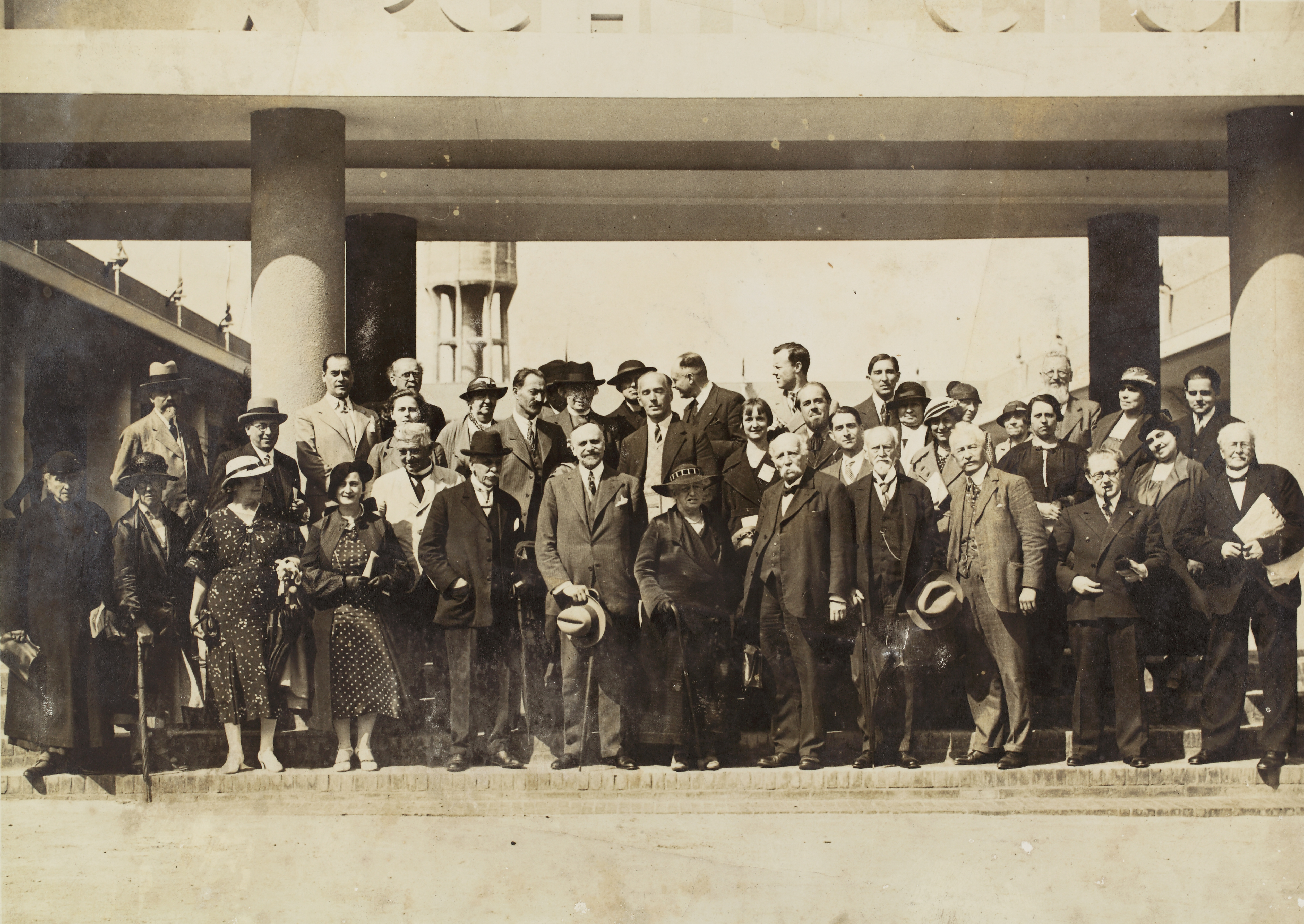
الجمعية العامة لمكتب السلام الدولي ، سبتمبر 1935

المكتب الدولي للسلام هي مؤسسة تأسست سنة 1891 إثر مؤتمر السلام العالمي الثالث في روما. يعدّ المكتب الدولي للسلام الواقع في مدينة برن السويسرية أقدم مؤسسة سلام دولية. يعدّ فريدريك باير من أبرز مؤسيسيه وهو كذلك أول رئيس للمنظمة. تهدف المنظمة إلى ربط الجهود مختلف مجتمعات السلام وترويج مبدأ الحل السلمي للنزاعات الدولية. كان المكتب في ذلك الوقت يمثل المجتمع السلمي وكانت جميع منظمات السلام أعضاء فيه. لقي الكتب بعد الحرب العالمية الأولى والثانية ضربة موجعة لنشاطه مما أثر في مجال أعماله وفي نفوذه.

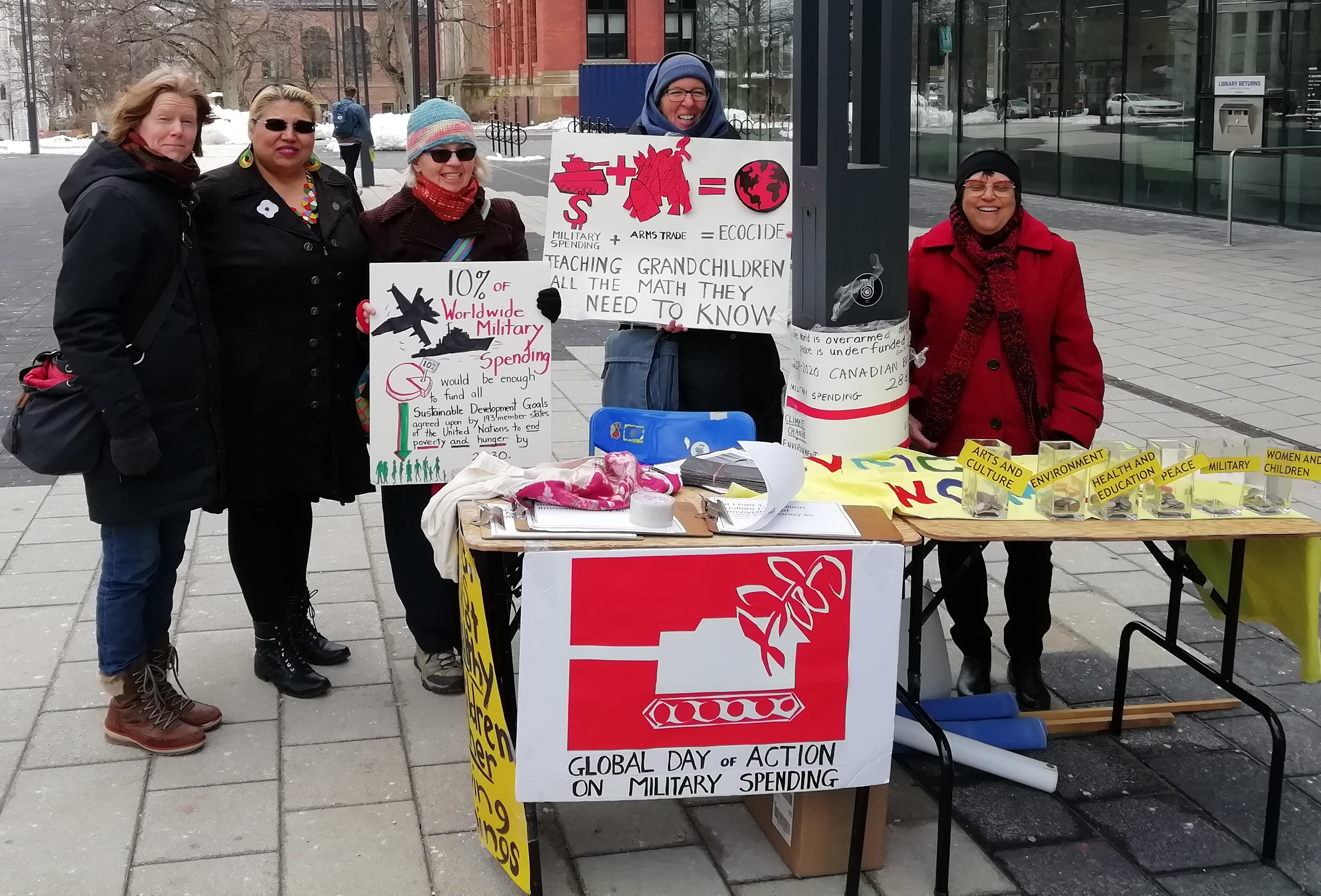
إجراءات GDAMS في هاليفاكس ، كندا

تحصل المكتب سنة 1910 على جائزة نوبل للسلام.